# FUNKASTIC
「FUNKASTIC」（ファンカスティック）は、RIP SLYMEの4枚目のシングル。2002年3月27日 発売。

## 概要
前作「One」から約5か月ぶりのシングル。このシングルから、レーベルがイーストウエスト・ジャパンから現在のワーナーミュージック・ジャパンへと変わった。初回仕様盤のみ、トイレットペーパーロール・ステッカー封入の男女別立体ジャケット仕様。
オリコンシングルチャートでは、初動売上が前作の約2倍に跳ね上がり初登場2位を記録。初動売上は「BLUE BE-BOP」に次ぎ自身2位、月間チャート3位は「楽園ベイベー」と並んで自己最高位であり、前作に続き20万枚を売り上げた。
ジャケットには便器の絵が描かれているが、このジャケットは男性用と女性用の2種類が存在し、男性用は便座が上がっているのに対し、女性用はそのままという違いがある。
「MTV TOYOTA MASH UP PROJECT」という企画で、布袋寅泰の「BATTLE WITHOUT HONOR OR HUMANITY」とこの「FUNKASTIC」がマッシュアップという手法でコラボした。“HOTEI vs RIP SLYME”名義で布袋バージョンの「BATTLE FUNKASTIC」、“RIP SLYME vs HOTEI”名義でRIP SLYMEバージョンの「FUNKASTIC BATTLE」の2曲が製作され、前者は「BATTLE FUNKASTIC」に、後者は「Hot chocolate」のc/wに収録され、共に2006年1月25日に発売された。

## 収録曲
1. FUNKASTIC
作詞：RYO-Z,ILMARI,PES,SU　作曲：DJ FUMIYA
  - 「FUNKASTIC」とは、「FUNK」と「FANTASTIC」を組み合わせた造語。[要出典]
  - PVは、トイレの清掃員となったメンバー達が、ペンキやスプレーで好き放題に汚していくという内容である。
2. DISCO-MMUNICATION
作詞：RYO-Z,ILMARI,PES,SU　作曲：DJ FUMIYA
3. HOME
作詞：RYO-Z,ILMARI,PES,SU　作曲：ILMARI

## 収録アルバム
オリジナル
- 『TOKYO CLASSIC』（#1）

ベスト
- 『グッジョブ!』（#1）
- 『グッジョブ!CHRISTMAS EDITION』（#1）
- 『BAD TIMES』（#2、#3）